# Nothobranchius rachovii
Nothobranchius rachovii is een straalvinnige vissensoort uit de familie van de killivisjes (Nothobranchiidae). De wetenschappelijke naam van de soort is voor het eerst geldig gepubliceerd in 1926 door Ernst Ahl.
De soort komt in drie kleurvarianten voor: rood, blauw en geel. Hun vinnen en lijf kunnen diverse kleuren aannemen, waarmee ze mogelijk signalen uitsturen. Weldoorvoede individuen bijvoorbeeld kleuren geler door de carotenoïden in hun voedsel.